# Фернандес, Эдгар
Эдгар Саймон Сирил Фернандес (англ. Edgar Simon Cyril Fernandes, 12 апреля 1938, Кисуму, Британская Кения) — кенийский хоккеист (хоккей на траве), полузащитник.

## Биография
Эдгар Фернандес родился 12 апреля 1938 года в кенийском городе Кисуму.
В 1960 году вошёл в состав сборной Кении по хоккею на траве на Олимпийских играх в Риме, занявшей 7-е место. Играл на позиции полузащитника, провёл 2 матча, мячей не забивал.
В 1964 году вошёл в состав сборной Кении по хоккею на траве на Олимпийских играх в Токио, занявшей 6-е место. Играл на позиции полузащитника, провёл 8 матчей, забил 1 мяч в ворота сборной Австралии.

## Семья
Младший брат Эдгара Фернандеса Эгберт Фернандес (1941—2014) также играл за сборную Кении по хоккею на траве, участвовал в летних Олимпийских играх 1960, 1964 и 1968 годов.